# 편해공생

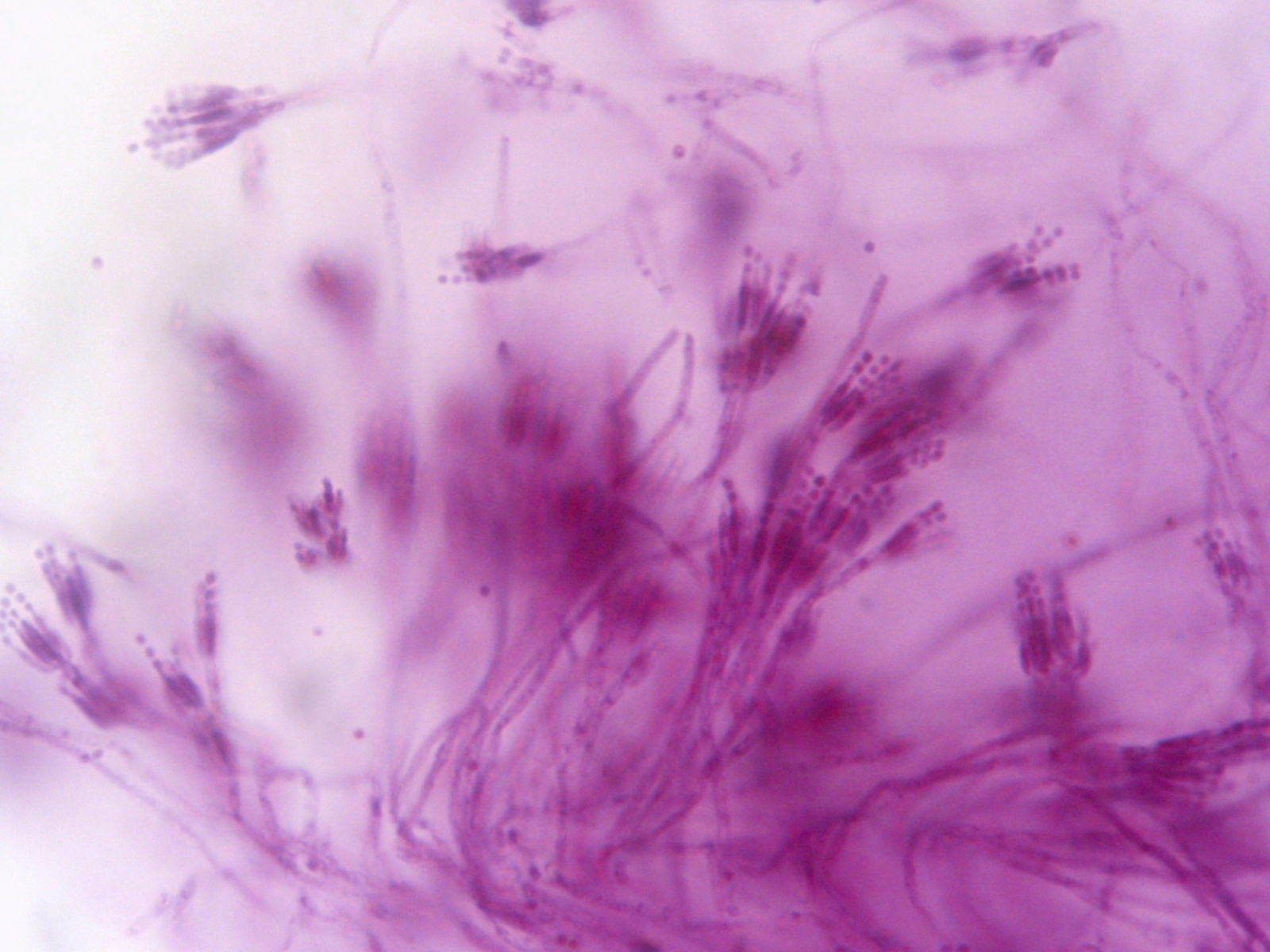
편해공생중 항생작용의 예-푸른곰팡이, 푸른곰팡이의 분비물은 박테리아에게 피해를 준다

편해공생(片害共生,amensalism)이란 공생의 한 종류이다. 생물학의 관점에서 볼 때, 두 종사이의(또는 두 종 이상의) 상호관계에서 한쪽은 피해를 입지만 다른 한쪽은 영향을 받지 않는 관계를 일컫는다. 일정 생활공간에서 상대적으로 강한, 혹은 유리한 생물이 상대적으로 약한, 혹은 불리한 생물을 배제하거나 경쟁에서 승리하여 제한된 이익을 쟁취하는 경우와 한 생물종의 분비물질에 의한 항생작용으로 다른 한 생물종이 피해를 입는 두가지의 경우가 있다.